# Bob e Bobek
Bob e Bobek sono un cartone animato, disegnato da Vladimír Jiránek, andato in onda sulla televisione cecoslovacca a partire dal 1978 per 91 episodi.

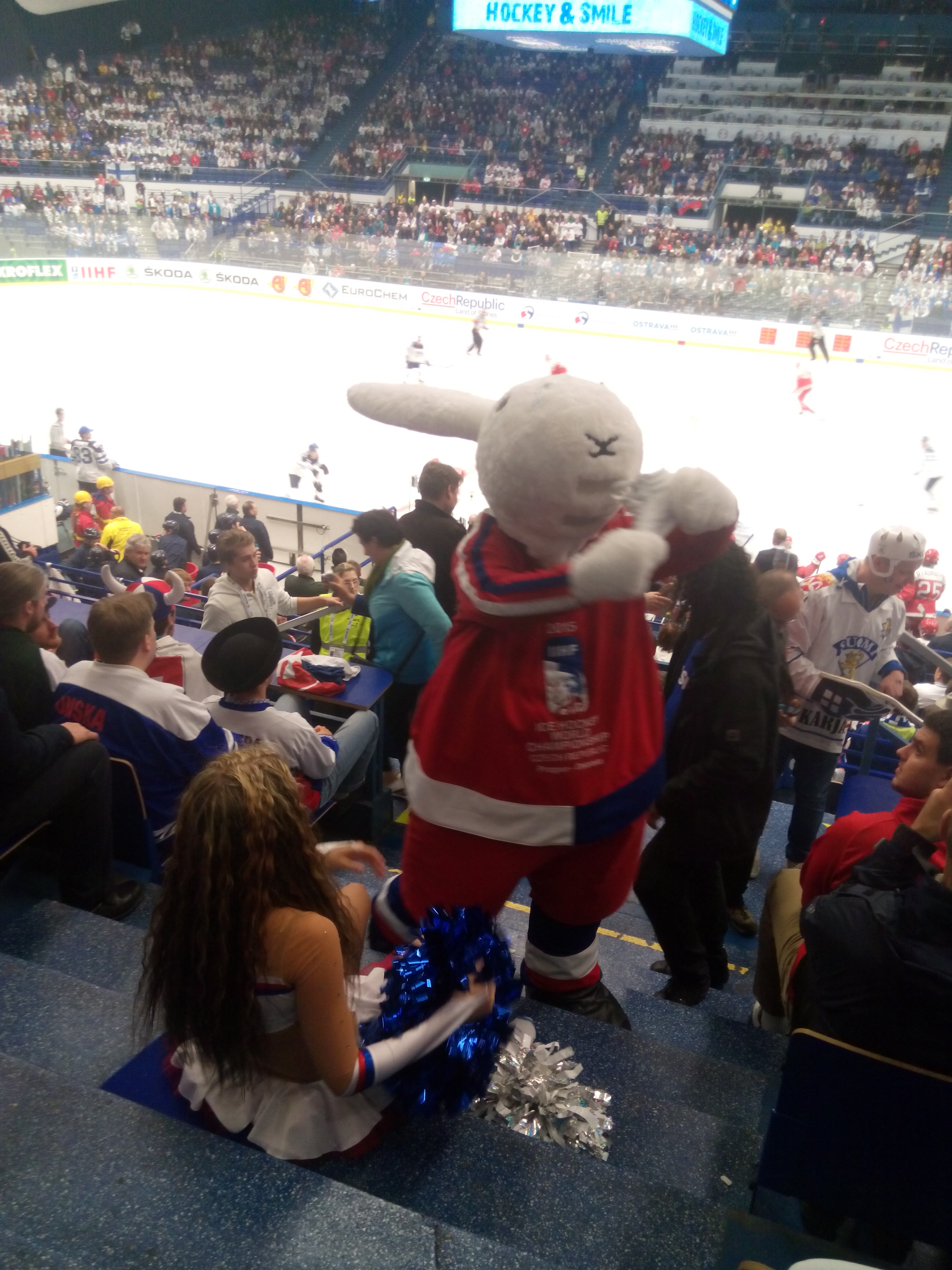
Uno dei due conigli Mascotte

I due personaggi sono dei conigli che vivono in un cappello magico. Il più grande Bob ha il ruolo del genitore, mentre  il più piccolo e fantasioso Bobek assume il ruolo del bambino. La trama, comica, si basa sui guai che i due conigli si trovano ad affrontare e dover risolvere.
Bob e Bobek sono stati le mascotte ufficiali dei campionati mondiali di hockey su ghiaccio che si sono svolti nel 2015 e nel 2024 in Repubblica Ceca.